# Timo Bernhard
Timo Bernhard, född den 24 februari 1981 i Homburg, Tyskland, är en tysk racerförare.

## Racingkarriär
Bernhard gjorde sin debut i American Le Mans Series redan som tjugoåring 2001, och där körde han sedan under åtta raka säsonger, samt vann LMP2 2007 och 2008, samt GT-klassen 2004. Under 2007 var han tillsammans med Romain Dumas dominant i totalracen, där de oftast slog LMP1-bilarna från Audi. Han vann även tillsammans med Dumas och Emmanuel Collard Sebring 12-timmars totalt för Penske och Porsche 2008. 2009 tävlade Bernhard i Rolex Sports Car Series med Dumas och Penske efter att Porsche dragit tillbaka sitt fabriksstöd för ALMS-satsningen. Han fick även chansen i Le Mans 24-timmars med Audis fabriksstall Joest Racing tillsammans med Dumas ännu en gång. Just nu kör han LMP1 i FIA World Endurance Championship i Porsches fabriksteam med 919 Hybrid. Han har (tillsammans med sina stallkamrater) vunnit 24h of Le Mans 2017 + 6 hours of Nurburgring m.fl.